# Kuna
Kuna croată (în croată Hrvatska kuna, pe scurt: Kuna, cu simbolul kn, iar HRK potrivit normei ISO 4217) a fost unitatea monetară a Croației de la data de 30 mai 1994, când a înlocuit dinarul croat (care succedase provizoriu dinarului iugoslav), până la data de 1 ianuarie 2023. Pe 1 ianuarie 2023 Croația a adoptat moneda euro.
Kuna era împărțită în 100 lipa.
Nu avea nici o relație cu diferitele valute slave denumite "koruna" (tradus kruna în croată), ce are sensul de "coroană".

## Istoria kunei croate
Moneda kuna era utilizată în Slavonia, în Evul Mediu, din 1018 și între 1260 și 1380.
Kuna a reapărut ca unitate monetară în 1941, în Statul Independent al Croației (Nezavisna Država Hrvatska).
Ea a fost folosită în al Doilea Război Mondial și de partizanii croați antifasciști, care puneau în circulație bonuri valorice emise în kuna.
Kuna a fost retrasă din circulație între 30 iunie și 9 iulie 1945, fiind înlocuită de dinar, la origine monedă a Serbiei, devenită unitate monetară a întregii Iugoslavii, cu rata de schimb de 40 kuna = 1 dinar.
În 1991, în urma alegerilor parlamentare croate libere care au avut loc în 1990 și ca urmare a unui referendum, Croația și-a declarat independența față de Republica Socialistă Federativă Iugoslavia. La sfârșitul anului 1991, dinarul croat, unitate monetară de tranziție, a înlocuit dinarul iugoslav la paritate egală. În timpul existenței sale, dinarul croat s-a devalorizat cu un factor de 70.
În 1993, Banca Națională a Croației (Hrvatska narodna banka) a pus în circulație o serie de nouă monede metalice (1, 2, 5, 10, 20 și 50 lipa și 1, 2 și 5 kuna). Apoi, dinarul croat, monedă de tranziție este înlocuită definitiv de kuna, la 30 mai 1994.
Cursul kunei a fost stabil în raport cu moneda unică europeană euro: între anii 2005 și 2009, 100 EUR au valorat aproximativ între 710 HRK și 751 HRK (sursă: European Central Bank, Eurosystem).
În august 2010, 1 Kuna valora aproximativ 0,58 RON (1 Euro = 7,29 HRK).

## Monede metalice croate în circulație
| Cupiura | Revers (desen)      | Revers (desen)        | Revers (desen)      |
| Cupiura | Croată              | Latină                | Traducere în română |
| ------- | ------------------- | --------------------- | ------------------- |
| 1 lipa  | kukuruz             | zea mays              | Porumb              |
| 2 lipa  | vinova loza         | vitis vinifera        | Viță de vie         |
| 5 lipa  | hrast lužnjak       | quercus robur         | Stejar              |
| 10 lipa | duhan               | nicotiana tabacum     | Tutun               |
| 20 lipa | maslina             | olea europaea         | Măslin              |
| 50 lipa | velebitska degenija | degenia velebitica    | Degenia             |
| 1 kuna  | slavuj              | luscinia megarhynchos | Privighetoare       |
| 2 kune  | tunj                | thunnus thynnus       | Ton                 |
| 5 kuna  | mrki medvjed        | ursus arctos          | Urs brun            |

## Bancnote croate în circulație
Bancnotele croate aflate în circulație au fost tipărite în Germania, de Giesecke & Devrient.
- Bancnotă de 5 kuna (această bancnotă nu mai are curs legal.)
  - avers: Petar Zrinski și Franjo Kristof Frankopan
  - revers: Varaždin
- Bancnotă de 10 kuna 
  - avers: Juraj Dobrila
  - revers: Amfiteatrul roman din Pola
- Bancnotă de 20 kuna
  - avers: Josip Jelačić
  - revers: Vukovar, Porumbelul Vučedol
- Bancnotă de 50 kuna
  - avers: Ivan Gundulić
  - revers: Dubrovnik
- Bancnotă de 100 kuna
  - avers: Ivan Mažuranić
  - revers: Rijeka
- Bancnotă de 200 kuna
  - avers: Stjepan Radić
  - revers: Osijek
- Bancnotă de 500 kuna
  - avers: Marko Marulić
  - revers: Split
- Bancnotă de 1000 kuna
  - avers: Ante Starčević
  - revers: Statuia regelui Tomislav

## Rate de schimb
Leu (RON) |
Euro | 
Dolar